# Casas-Ibáñez
Casas-Ibáñez è un comune spagnolo situato nella comunità autonoma di Castiglia-La Mancia.